# Байсын
Байсын (каз. Байсын, до 199? г. — Жанатурмыс) — село в Чиилийском районе Кызылординской области Казахстана. Административный центр и единственный населённый пункт Жанатурмысского сельского округа. Код КАТО — 435241100.

## Географическое положение
Находится примерно в 4 км к юго-западу от районного центра, села Шиели.

## Население
В 1999 году население села составляло 846 человек (418 мужчин и 428 женщин). По данным переписи 2009 года, в селе проживало 875 человек (432 мужчины и 443 женщины).